# Thứ trưởng Bộ Quốc phòng Hoa Kỳ
Thứ trưởng Quốc phòng Hoa Kỳ (viết tắt: DEPSECDEF) là một chức vụ do luật (10 U.S.C. § 132) định và là chức vụ chính thức cao cấp thứ hai trong Bộ Quốc phòng Hoa Kỳ. Thứ trưởng bộ Quốc phòng là người vụ chính thức đứng thứ hai trong Bộ trưởng Quốc phòng, và được bổ nhiệm bởi Tổng thống, với sự tư vấn và sự đồng ý của Thượng viện. Thứ trưởng bộ Quốc phòng theo luật, phải là người thuộc giới dân sự ít nhất bảy năm tính đến thời điểm nhậm chức. Thứ trưởng bộ Quốc phòng hiện nay là David L. Norquist.

## Danh sách các thứ trưởng
| Số thứ tự | Hình ảnh    | Tên                      | Thời gian phục vụ                  | Thời gian phục vụ                  | Thời gian phục vụ | Bộ trưởng Bộ Quốc phòng Hoa Kỳ phục vụ dưới:           | Tổng thống Hoa Kỳ chỉ định bởi: |
| Số thứ tự | Hình ảnh    | Tên                      | Bắt đầu                            | Kết thúc                           | Ngày tại chức     | Bộ trưởng Bộ Quốc phòng Hoa Kỳ phục vụ dưới:           | Tổng thống Hoa Kỳ chỉ định bởi: |
| --------- | ----------- | ------------------------ | ---------------------------------- | ---------------------------------- | ----------------- | ------------------------------------------------------ | ------------------------------- |
| 1         |             | Stephen Early            | 2 tháng 05, 1949 10 tháng 08, 1949 | 9 tháng 08, 1949 30 tháng 09, 1950 | 516               | Louis A. Johnson George Marshall                       | Harry S. Truman                 |
| 2         | không khung | Robert A. Lovett         | 4 tháng 10 năm 1950                | 16 tháng 09, 1951                  | 316               | George Marshall                                        | Harry S. Truman                 |
| 3         |             | William Chapman Foster   | 24 tháng 09, 1951                  | 20 tháng 01, 1953                  | 484               | Robert A. Lovett                                       | Harry S. Truman                 |
| 4         | không khung | Roger M. Kyes            | 2 tháng 02, 1953                   | 1 tháng 05, 1954                   | 453               | Charles E. Wilson                                      | Dwight D. Eisenhower            |
| 5         |             | Robert B. Anderson       | 3 tháng 05, 1954                   | 4 tháng 08, 1955                   | 458               | Charles E. Wilson                                      | Dwight D. Eisenhower            |
| 6         | không khung | Reuben B. Robertson, Jr. | 5 tháng 08, 1955                   | 25 tháng 04, 1957                  | 629               | Charles E. Wilson                                      | Dwight D. Eisenhower            |
| 7         |             | Donald A. Quarles        | 1 tháng 05, 1957                   | 8 tháng 05, 1959                   | 737               | Charles E. Wilson Neil H. McElroy                      | Dwight D. Eisenhower            |
| 8         |             | Thomas S. Gates          | 8 tháng 06, 1959                   | 1 tháng 12 năm 1959                | 176               | Neil H. McElroy                                        | Dwight D. Eisenhower            |
| 9         |             | James H. Douglas, Jr.    | 11 tháng 12 năm 1959               | 24 tháng 01, 1961                  | 410               | Thomas S. Gates Robert McNamara                        | Dwight D. Eisenhower            |
| 10        |             | Roswell Gilpatric        | 24 tháng 01, 1961                  | 20 tháng 01, 1964                  | 1091              | Robert McNamara                                        | John F. Kennedy                 |
| 11        |             | Cyrus Vance              | 28 tháng 01, 1964                  | 30 tháng 06, 1967                  | 1249              | Robert McNamara                                        | Lyndon B. Johnson               |
| 12        |             | Paul Nitze               | ngày 1 tháng 7 năm 1967            | 20 tháng 01, 1969                  | 569               | Robert McNamara Clark Clifford                         | Lyndon B. Johnson               |
| 13        | không khung | David Packard            | 24 tháng 01, 1969                  | 13 tháng 12 năm 1971               | 1053              | Melvin R. Laird                                        | Richard Nixon                   |
| 14        |             | Kenneth Rush             | 23 tháng 02, 1972                  | 29 tháng 01, 1973                  | 341               | Melvin R. Laird                                        | Richard Nixon                   |
| 15        |             | William P. Clements, Jr. | 30 tháng 01, 1973                  | 20 tháng 01, 1977                  | 1451              | Elliot Richardson James R. Schlesinger Donald Rumsfeld | Richard Nixon                   |
| 16        |             | Charles W. Duncan, Jr.   | 31 tháng 01, 1977                  | ngày 26 tháng 7 năm 1979           | 906               | Harold Brown                                           | Jimmy Carter                    |
| 17        |             | W. Graham Claytor, Jr.   | 24 tháng 08, 1979                  | 16 tháng 01, 1981                  | 511               | Harold Brown                                           | Jimmy Carter                    |
| 18        |             | Frank Carlucci           | 4 tháng 02, 1981                   | 31 tháng 12 năm 1982               | 695               | Caspar Weinberger                                      | Ronald Reagan                   |
| 19        | không khung | W. Paul Thayer           | 12 tháng 01, 1983                  | 4 tháng 01, 1984                   | 357               | Caspar Weinberger                                      | Ronald Reagan                   |
| 20        |             | William Howard Taft IV   | 3 tháng 02, 1984                   | 22 tháng 04, 1989                  | 1905              | Caspar Weinberger Frank Carlucci Dick Cheney           | Ronald Reagan                   |
| 21        |             | Donald J. Atwood Jr.     | 24 tháng 04, 1989                  | 20 tháng 01, 1993                  | 1367              | Dick Cheney                                            | George H. W. Bush               |
| 22        |             | William J. Perry         | 5 tháng 03, 1993                   | 3 tháng 02, 1994                   | 335               | Les Aspin                                              | Bill Clinton                    |
| 23        |             | John M. Deutch           | 11 tháng 03, 1994                  | 10 tháng 05, 1995                  | 425               | William J. Perry                                       | Bill Clinton                    |
| 24        |             | John P. White            | 22 tháng 06, 1995                  | 15 tháng 07, 1997                  | 754               | William J. Perry William Cohen                         | Bill Clinton                    |
| 25        |             | John J. Hamre            | 29 tháng 07, 1997                  | 31 tháng 03, 2000                  | 976               | William Cohen                                          | Bill Clinton                    |
| 26        |             | Rudy de Leon             | 31 tháng 03, 2000                  | 1 tháng 03, 2001                   | 335               | William Cohen Donald Rumsfeld                          | Bill Clinton                    |
| 27        |             | Paul Wolfowitz           | 2 tháng 03, 2001                   | 13 tháng 05, 2005                  | 1533              | Donald Rumsfeld                                        | George W. Bush                  |
| 28        |             | Gordon R. England        | 13 tháng 05, 2005 4 tháng 01, 2006 | 4 tháng 01, 2006 11 tháng 02, 2009 | 236 1134          | Donald Rumsfeld Robert Gates                           | George W. Bush                  |
| 29        |             | William J. Lynn III      | 12 tháng 02, 2009                  | 5 tháng 10 năm 2011                | 5882              | Robert Gates Leon Panetta                              | Barack Obama                    |
| 30        |             | Ashton B. Carter         | 6 tháng 10 năm 2011                | 3 tháng 12 năm 2013                | 4916              | Leon Panetta Chuck Hagel                               | Barack Obama                    |
| Quyền     |             | Christine Fox            | 3 tháng 12 năm 2013                | 1 tháng 5 năm 2014                 | 4127              | Chuck Hagel Ashton Carter James Mattis                 | Barack Obama                    |
| 31        |             | Robert O. Work           | 1 tháng 5 năm 2014                 | 14 tháng 7 năm 2017                | 1170              | Chuck Hagel Ashton Carter James Mattis                 | Barack Obama                    |
| 32        |             | Patrick M. Shanahan      | 19 tháng 7 năm 2017                | 1 tháng 1 năm 2019                 | 2803              | James Mattis Chính ông                                 | Donald Trump                    |
| -         |             | David L. Norquist        | 1 tháng 1 năm 2019                 | 23 tháng 7 năm 2019                | 2130              | Mark Esper                                             | Donald Trump                    |
| 32        |             | Richard V. Spencer       | 23 tháng 7 năm 2019                | 31 tháng 7 năm 2019                | 2061              | Mark Esper                                             | Donald Trump                    |
| 33        |             | David L. Norquist        | 31 tháng 7 năm 2019                | Đương nhiệm                        | 2061              | Mark Esper Christopher C. Miller                       | Donald Trump                    |